# Hairoun
Hairoun is een biermerk uit Saint Vincent en de Grenadines. Het bier wordt gebrouwen in St. Vincent Brewery Limited te Campden Park (onderdeel van Royal Unibrew). 
Het is een blonde lager met een alcoholpercentage van 4,8%. Het bier wordt gebrouwen sinds 1985, toen de brouwerij opgericht werd op het eiland door de Duitse Haase Brauerei. Het bier heeft een marktaandeel van 80% op het eiland en wordt ook geëxporteerd in het Caribische gebied en naar Noord-Amerika. De naam betekent Land of the Blessed, de naam die de lokale inwoners aan het eiland St. Vincent gaven.

## Prijzen
- European Monde Selection - Gold Medal in 1987 en 1993.